# Molekularstrahl-Methode
Die Molekularstrahl-Methode ist ein Verfahren der Chemie, mit dem kinetische und strukturelle Informationen über chemische  Reaktionen gewonnen werden können.

## Prinzip
Es werden mindestens zwei Strahlen (Molekularstrahlen oder Atomstrahlen) aus jeweils einer Art Teilchen erzeugt. Durch Kreuzen oder Vereinigen dieser Strahlen im Vakuum werden die Moleküle zur Reaktion gebracht.
Dabei führen Geschwindigkeit und Kollision der Molekularstrahlen zu einer bestimmten Streuung von:
- Edukten
- Reaktionsendprodukten
- Zwischenprodukten

Das Vakuum verhindert einen Einfluss durch „Fremdmoleküle“,
- die die Molekularstrahlen und Produkte ablenken könnten,
- die sich unerwünschterweise an der Reaktion beteiligen könnten.

Diese „Fremdmoleküle“ sind bei Reaktionen unter normalen Laborbedingungen Moleküle des Lösemittels, der Luft, eventuell auch eines Schutzgases.
Die Detektion kann mit der Massenspektrometrie erfolgen für kinetische Informationen, oder mit der Rotationsspektroskopie, Infrarotspektroskopie für strukturelle Informationen.

## Kinetische Untersuchungen
In der Kinetik wird die Molekularstrahl-Methode eingesetzt, um die Stoßvorgänge der an einer Reaktion beteiligten Atome und Moleküle ohne störende intermolekulare Wechselwirkungen zu erforschen. Die Deutung der Stoßvorgänge liefert statistische Informationen, im Besonderen zu der zur Reaktion erforderlichen Mindestenergie.
Denn nicht jede Kollision anscheinend reaktionsfähiger Teilchen endet in einer Reaktion dieser Teilchen.
Die Molekularstrahlen werden gekreuzt, die Moleküle reagieren im Kreuzungsgebiet teilweise miteinander. Durch Kollision und teilweise Reaktion tritt eine Streuung der Moleküle ein. Die gestreuten Moleküle werden detektiert, ihre Masse bestimmt und daraus wird die Zusammensetzung der gestreuten Partikel ermittelt.

Schema der Molekularstrahl-Methode für kinetische Untersuchungen

Dabei treten folgende Phänomene ein:
- Moleküle, die im Kreuzungsgebiet nicht kollidieren behalten die Flugrichtung des ursprünglichen Molekularstrahls bei.

- Moleküle, die kollidieren und reagieren nehmen hauptsächlich eine Flugrichtung ein, die sich aus den Flugrichtungen der ursprünglichen Molekularstrahlen ergibt.

- Moleküle, die kollidieren aber nicht reagieren, werden stark in alle Richtungen gestreut.

Die Abweichung vom Winkel der ursprünglichen Flugrichtung durch Kollision bzw. Reaktion, der Streuwinkel der Reaktionsprodukte, Größe des Kreuzungsgebietes der Molekularstrahlen, sowie die Flugzeit der Partikel können anhand der einfache Stoßtheorie und verfeinerten Stoßtheorie ausgewertet werden.

## Strukturelle Untersuchungen
Bei strukturellen Untersuchungen sind die Kollisionen weniger interessant. Hier werden Strukturen von Zwischenprodukten und Endprodukten von Reaktionen untersucht.
Es werden nur Teilchen vermessen, die reagieren, die also mehr oder weniger die Flugrichtung einnehmen, die sich aus den Flugrichtungen der ursprünglichen Molekularstrahlen ergibt.
Mit der Mikrowellenspektroskopie und Infrarotspektroskopie, manchmal auch unter Zuhilfenahme anderer Spektroskopiemethoden, erlangt man Information über Bindungslängen, Rotationen, Konformationen, Schwingungen usw., die in den Zwischenprodukten und Endprodukten auftreten und kann daraus die Struktur und den Bindungszustand in sonst schlecht zugänglichen Spezies deuten.

## Anwendung
Das Molekularstrahlverfahren wird häufig für die verschiedensten kinetischen Untersuchungen in der physikalischen Chemie eingesetzt.
Die Strukturanalyse mit dem Molekularstrahlverfahren findet heutzutage verstärkt Einsatz bei der Erforschung „exotischer“ Komplexe, z. B. von Quecksilber-Edelgas-Komplexen.
Beide Anwendungsarten dienen mehr der Grundlagenforschung und werden deshalb kaum industriell eingesetzt.